# Chris Hinshaw
Chris Hinshaw is een Amerikaans triatleet. Hij nam een aantal maal deel aan de Ironman Hawaï. Zijn beste klassering behaalde hij in 1985 met een tweede plaats. Bij deze wedstrijd had hij aan het begin van de marathon de leiding in handen, maar werd later ingehaald door zijn landgenoot Scott Tinley. Deze wist uiteindelijk meer dan 25 minuten op hem uit te lopen.

## Belangrijke prestaties

### triatlon
- 1983: 14e Ironman Hawaï - 10:09.23
- 1984: 8e Ironman Hawaï - 9:48.49
- 1985:  Ironman Hawaï - 9:16.40
- 1988: 14e Ironman Hawaï - 9:03.36